# كايل أبوت (لاعب كرة قاعدة)
كايل أبوت (بالإنجليزية: Kyle Abbott)‏ هو لاعب كرة قاعدة أمريكي، ولد في 18 فبراير 1968 في نيوبوريبورت في الولايات المتحدة.

## وصلات خارجية
- كايل أبوت على موقع دوري كرة القاعدة الرئيسي (الإنجليزية)
- كايل أبوت على موقع الدوري الياباني لكرة القاعدة (الإنجليزية)
- كايل أبوت على موقعبيزبول رفرنس.كوم (الدوري الرئيسي) (الإنجليزية)
- كايل أبوت على موقعبيزبول رفرنس.كوم (الدوري الثانوي) (الإنجليزية)
- كايل أبوت على موقع إي إس بي إن.كوم (أم.أل.بي) (الإنجليزية)
- كايل أبوت على موقع مشجعي الرسوم البيانية (الإنجليزية)